# Alsters kyrka
Alsters kyrka är en träkyrka belägen i Alsters kyrkby cirka 15 kilometer norr om Karlstad, Värmland. Den är församlingskyrka i Alster-Nyedsbygdens församling.

## Kyrkobyggnaden
Alsters kyrka byggdes 1693–1696 nära Alsterälven som förbinder sjöarna Gapern och Alstern. Tidigare fanns i kyrkbyn en medeltida träkyrka som låg omkring 300 meter öster om nuvarande kyrkplats. Den nuvarande kyrkan har en korsformad planlösning med ett avdelat vapenhus i väster samt en sakristia inrymd bakom altaret i öster. Invid kyrkans östra vägg ligger det Koltohoffska gravkoret som uppfördes av sten åren 1730–1769 av Olof Kolthoff. 1835 togs tornspiran ned och ersattes med ett järnkors på tornhuven. Vid en renovering 1914–1915 under ledning av arkitekt Bror Almquist kortades de norra och södra korsarmarna med 2/3. Den timrade kyrkans exteriör är spånklädd och rödmålad, med sadeltak valmade över gavlarna och ett centraltorn är placerat över korsmitten.

## Inventarier
- Vid korets norra sida finns en predikstol i renässansstil daterad 1662. Predikstolen skänktes då till Väse kyrka och kom till Alsters kyrka 1704.
- En järnljusstake är från medeltiden.
- Altartavlan är målad 1712, av mäster Israel Alexander Brun, Kristinehamn.
- Nuvarande dopfunt av laserad furu tillkom år 1965. Funten ritades och tillverkades av Svensk Kyrkoslöjd i Sköldinge. Tillhörande dopfat av tenn inköptes år 1689 och tillverkades av norrköpingsmästaren Peter Andersson.

## Orgel
- Första orgeln med sex stämmor kom till kyrkan 1832.
- Nuvarande orgel tillkom 1884 och byggdes av E.A. Setterquist & son med åtta stämmor. 1959 byggdes den om av Åkerman & Lund Orgelbyggeri och har numera 17 stämmor fördelade på två manualer och pedal.

## Bildgalleri

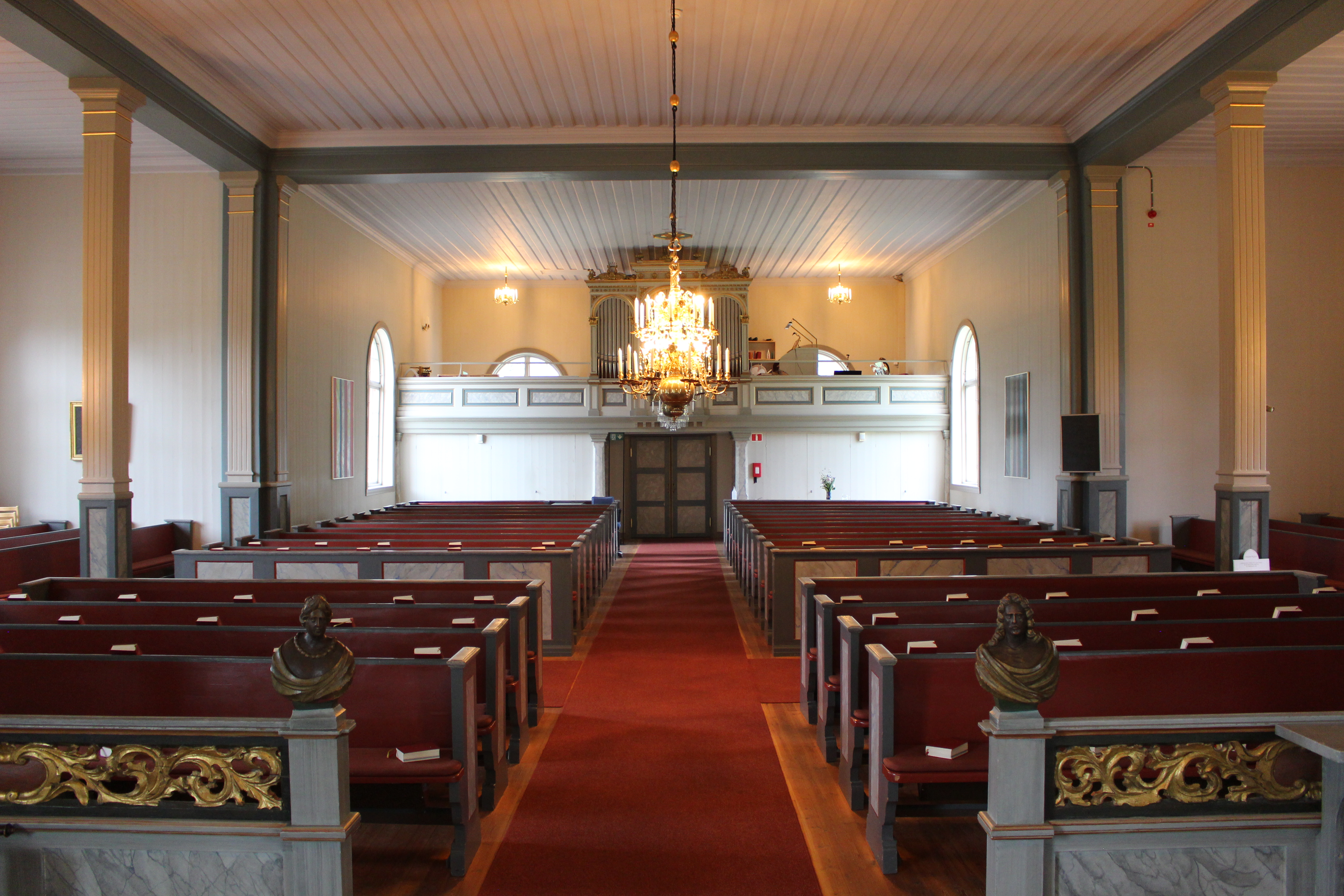
Kyrkorum mot ingång
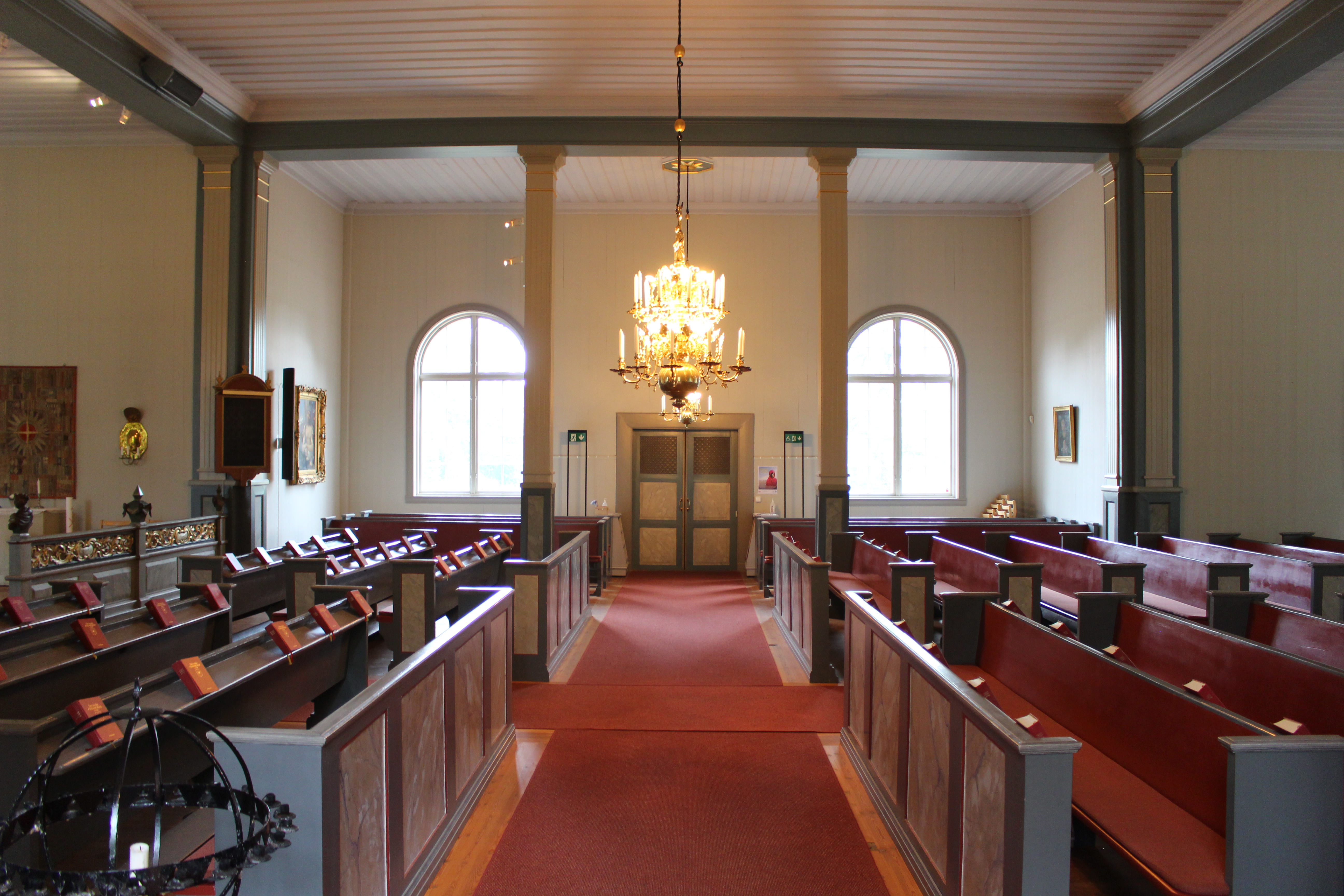
Vy mot södra korsarmen
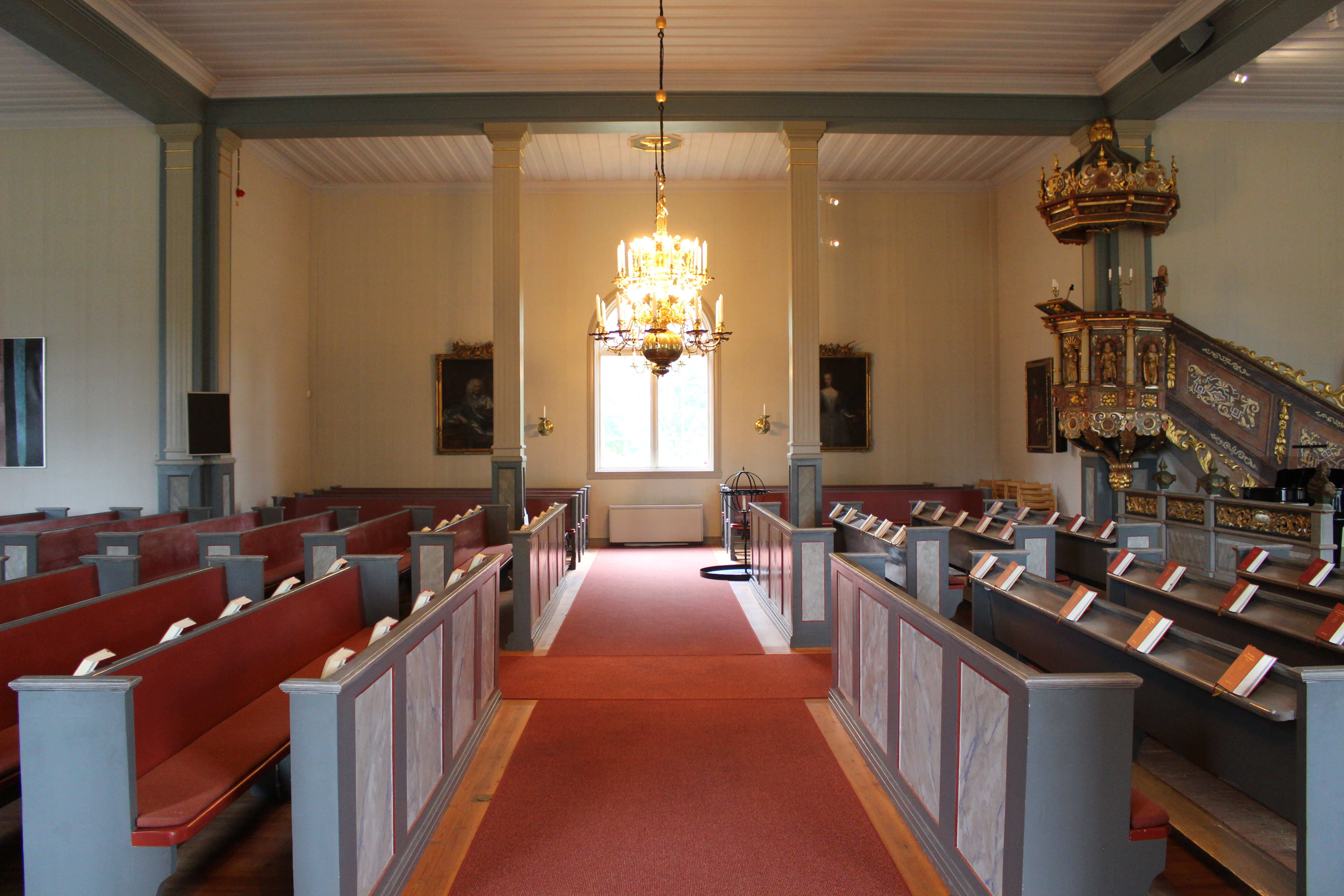
Vy mot norra korsarmen
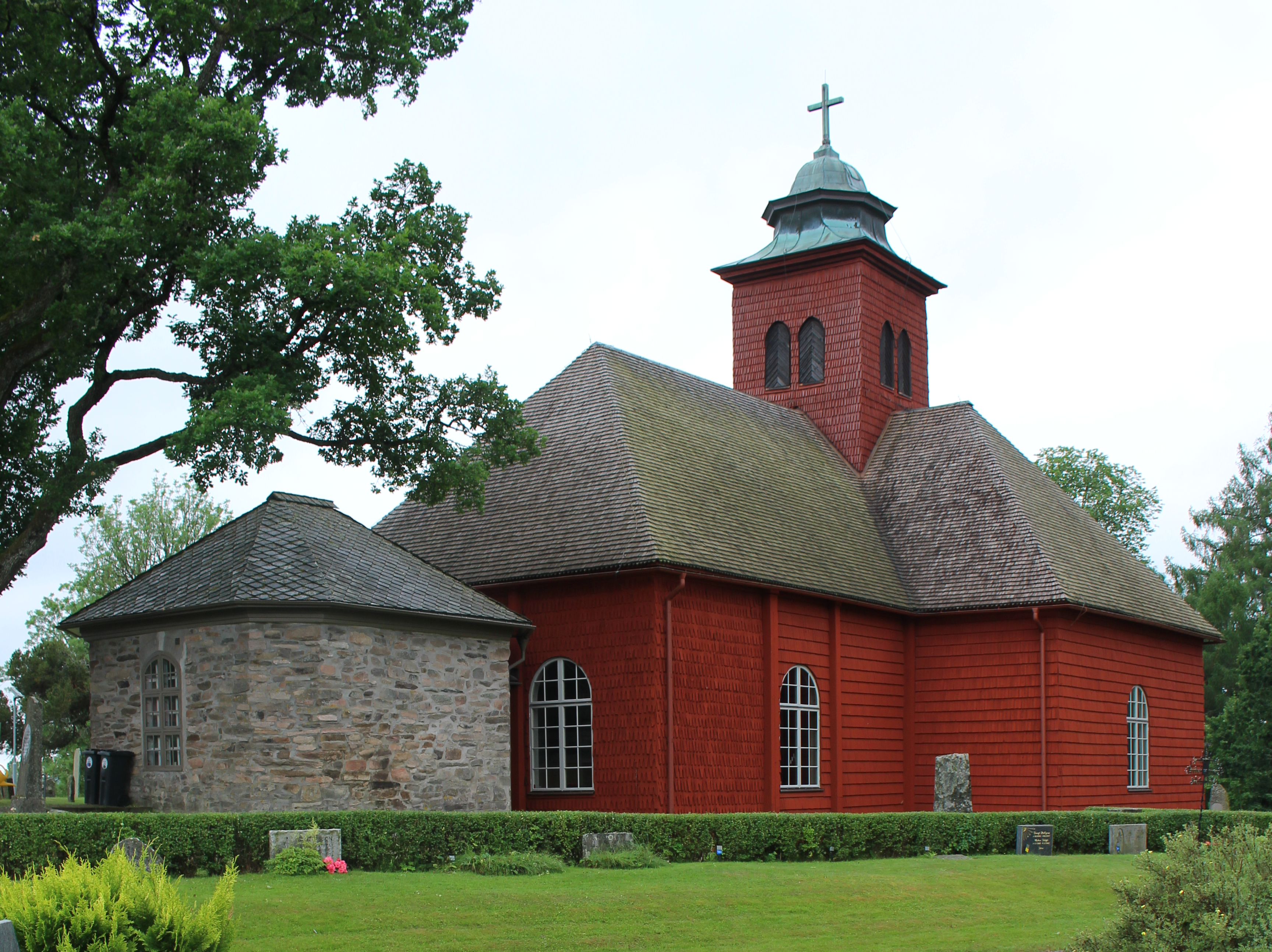
Kyrkan och gravkor

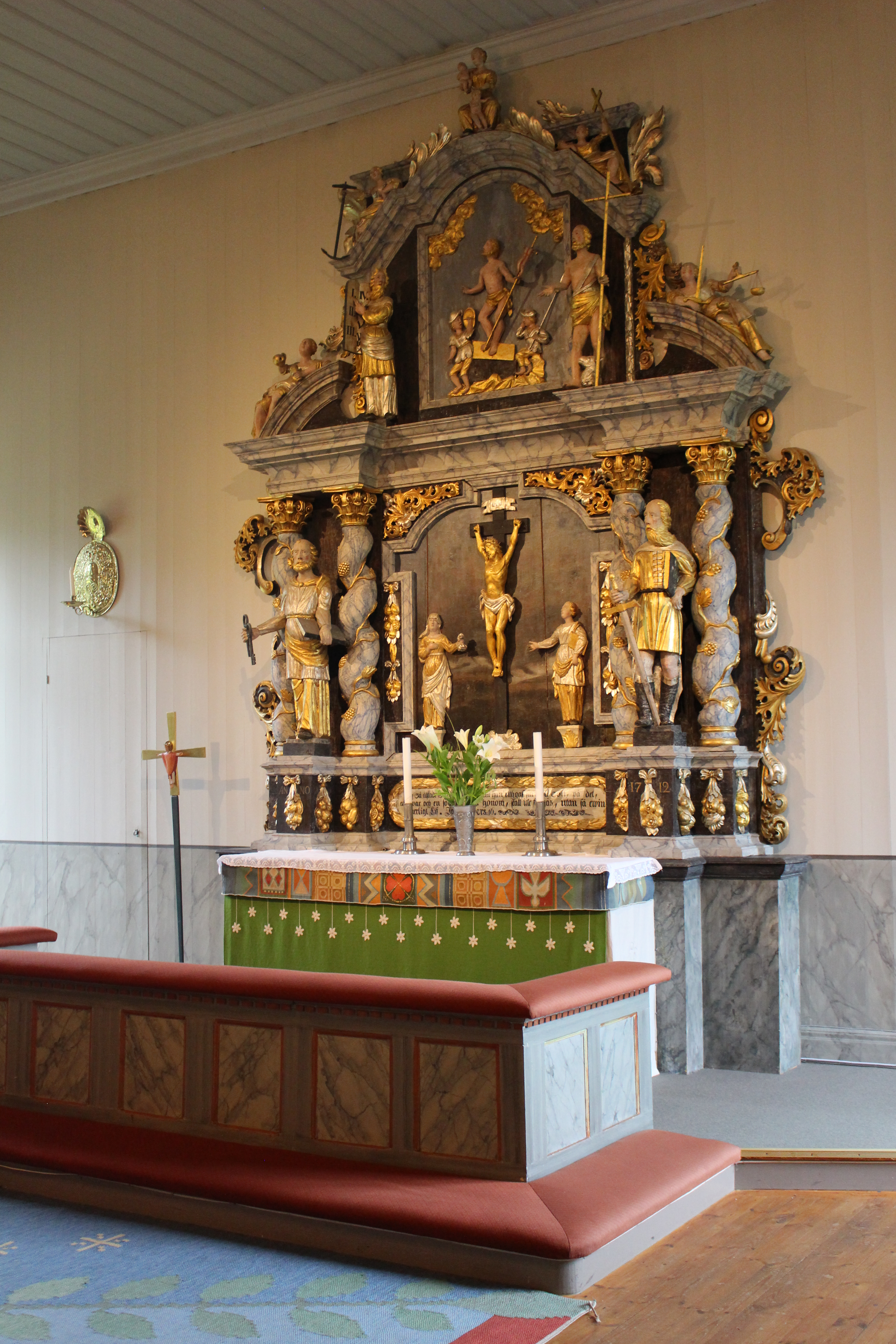
Altaruppsats
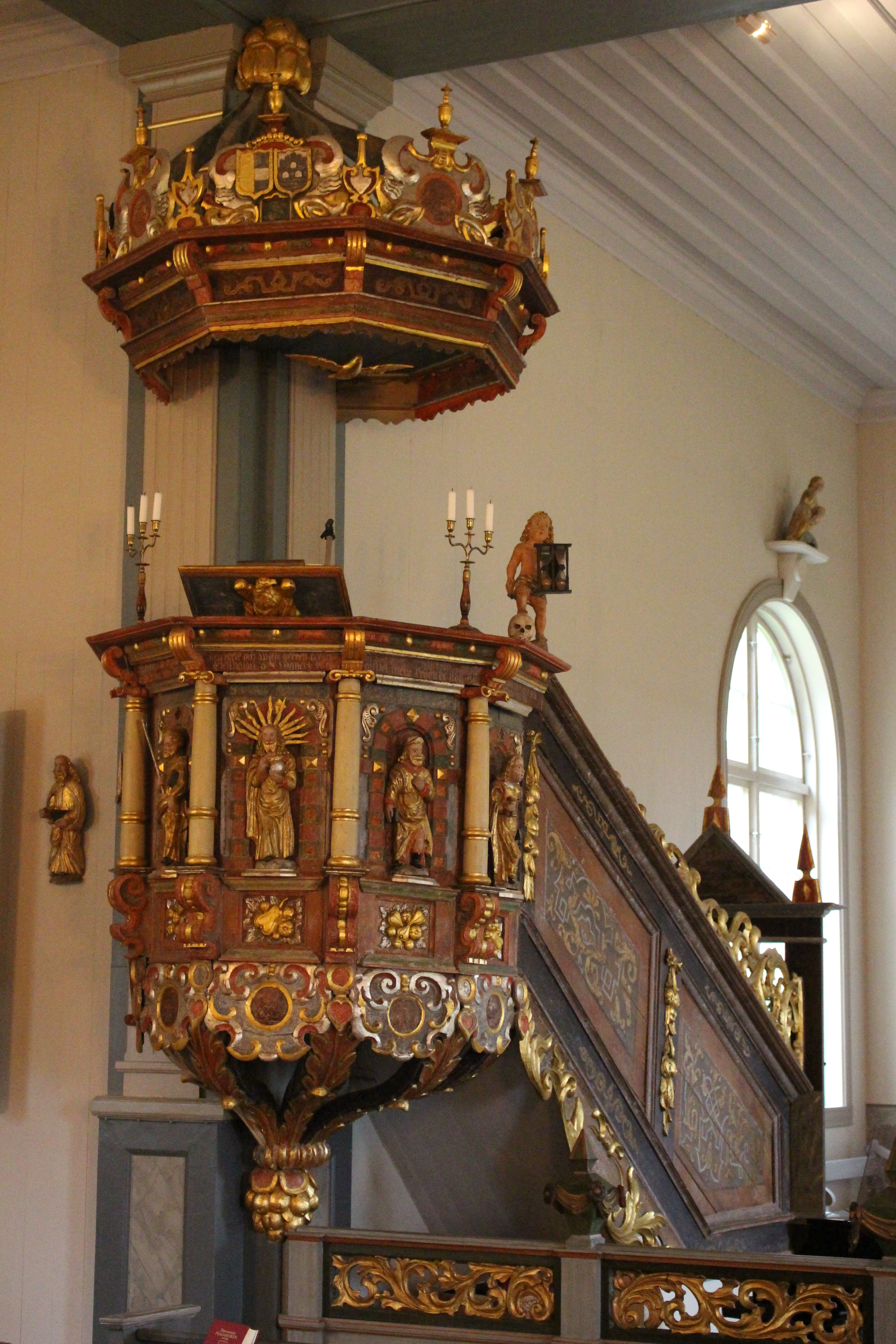
Predikstol
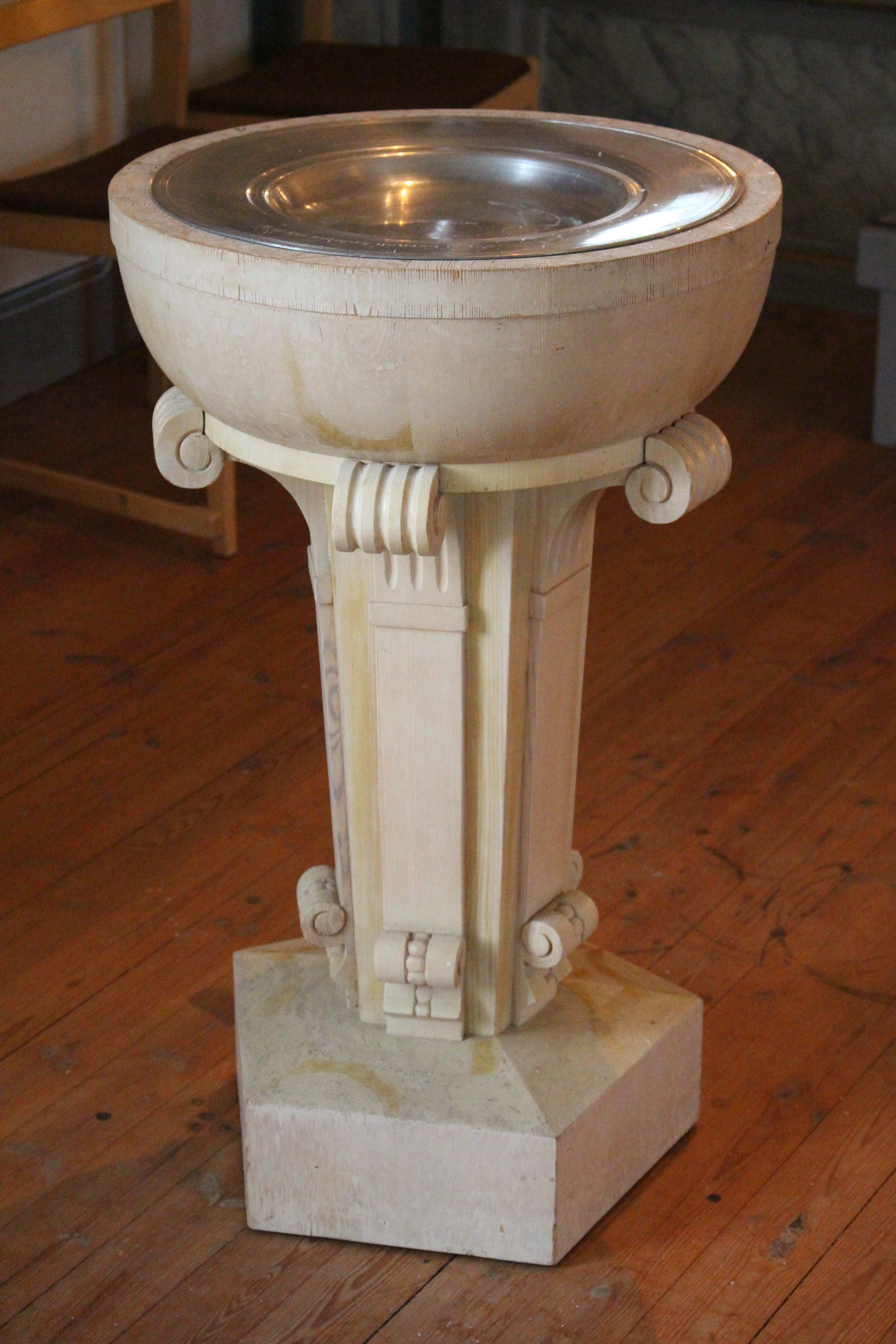
Dopfunt
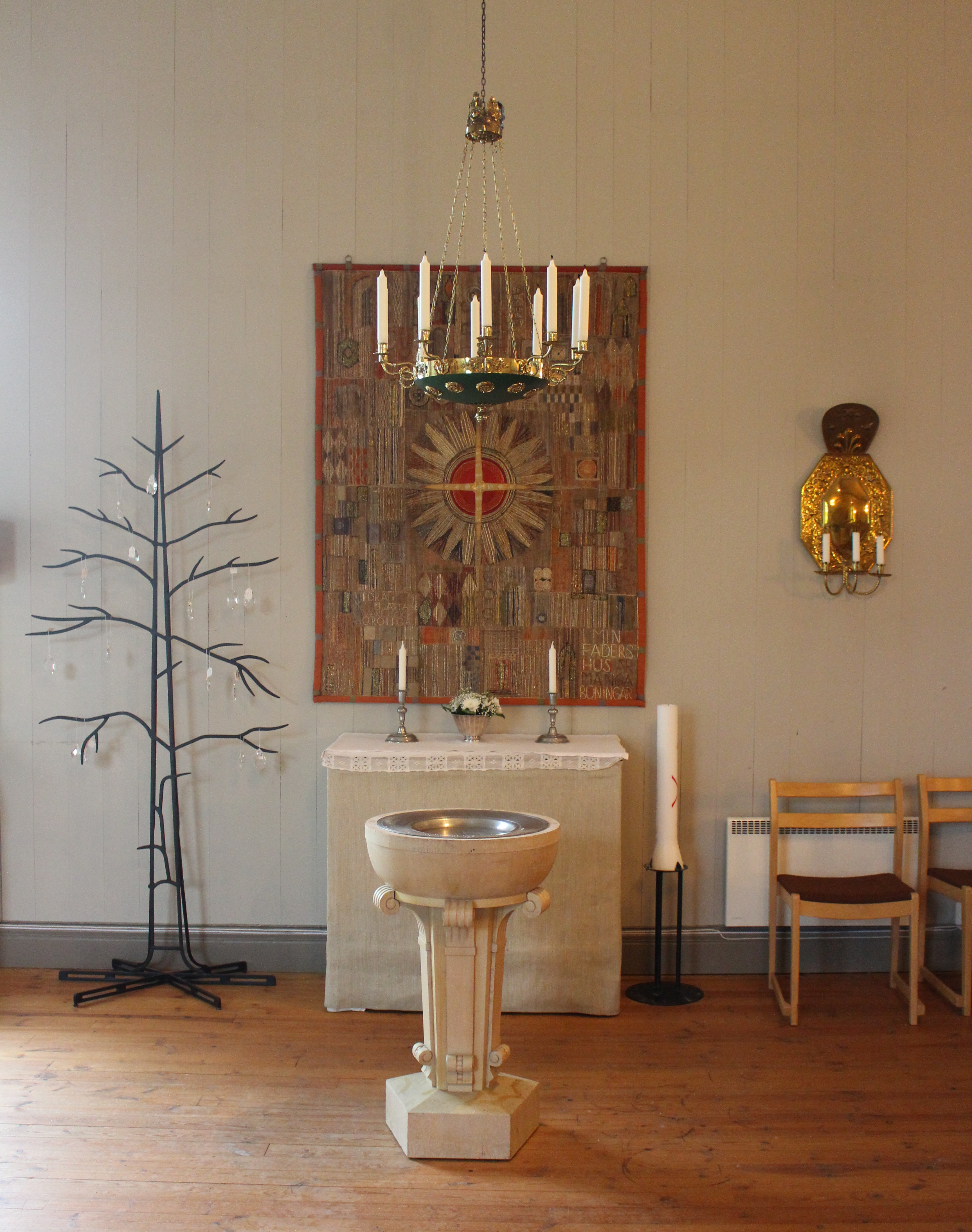
Dopplats
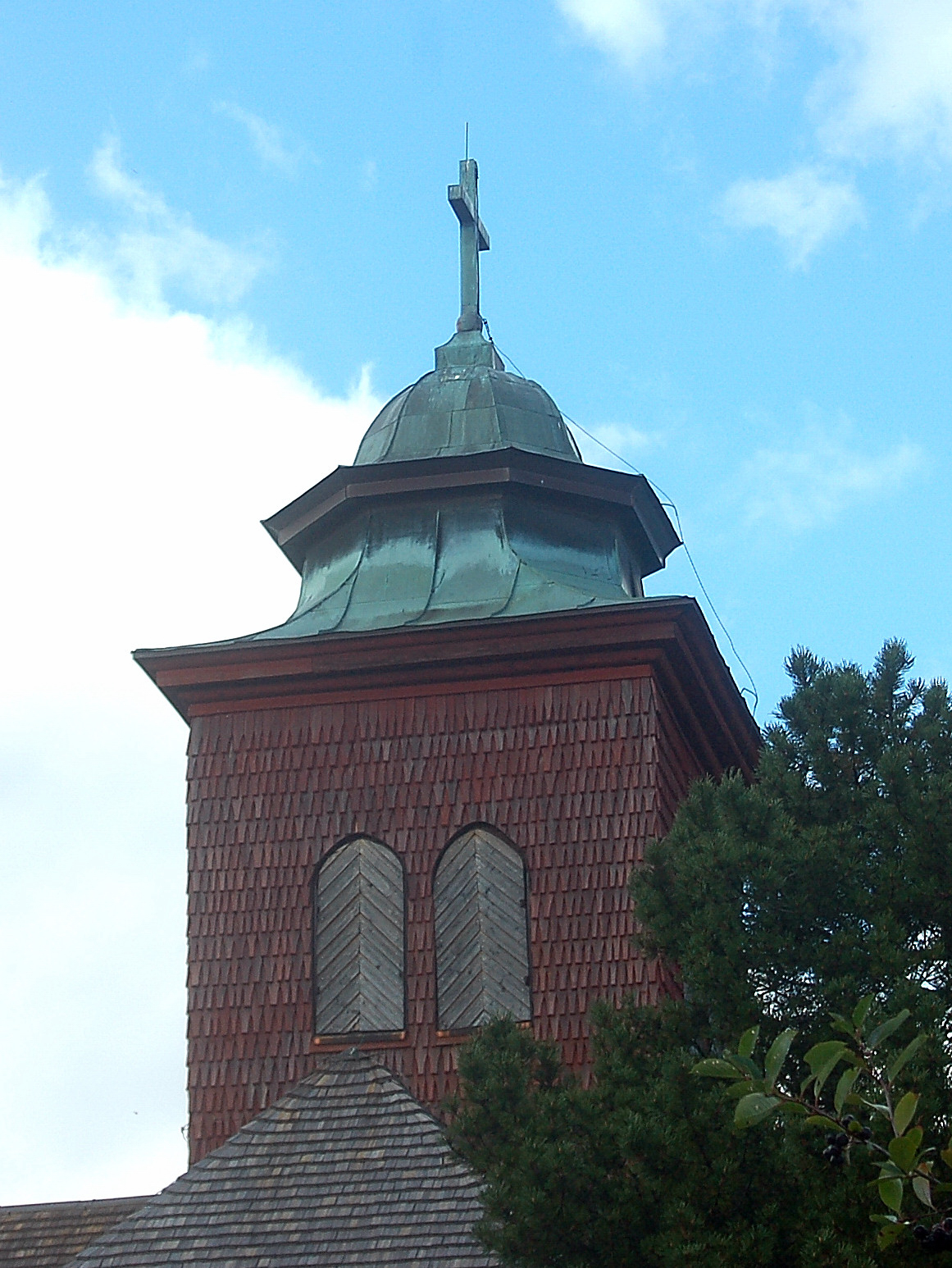
Centraltorn

### Webbkällor
- Alster-Nyedsbygdens församling
- Kyrkor i Karlstads stift Del I, Utgiven av Värmlands Museum och Karlstads stift, 2008, ISBN 91-85224-71-5
- Hosserundskullen
- Wikimedia Commons har media som rör Alsters kyrka.